# 高階経仲
高階 経仲（たかしな の つねなか、保元2年（1157年） - 嘉禄2年（1226年）2月）は、平安時代末期から鎌倉時代にかけての公家。初名は業仲。正三位・高階泰経の長男。官位は正三位・播磨守。

## 経歴
永万2年（1166年）大膳亮に任官。皇太后・平滋子の皇太后宮権少進や六位蔵人・右近衛将監を経て、仁安3年（1168年）従五位下に叙爵する。
その後、石見守・常陸介などの国司や、右衛門佐を務め、この間の承安2年（1172年）従五位上、治承3年（1179年）正五位下に昇叙された。また、父の高階泰経とともに後白河法皇に近臣として近侍する。治承2年（1178年）平清盛の外孫・言仁親王が春宮に立てられると、経仲は春宮権大進となるが、治承3年（1179年）平清盛による後白河法皇の鳥羽殿幽閉（治承三年の政変）に伴って、経仲は泰経とともに解官された。
治承5年（1181年）泰経が復任していることから、このころに経仲も許されたらしく、寿永2年（1183年）従四位下、元暦元年（1184年）従四位上・右馬頭に叙任されている。文治元年（1185年）には源義経・行家の謀叛が発生すると、源頼朝から謀叛への関与を疑われて、再び泰経とともに解官の憂き目に遭った。
文治5年（1189年）泰経が復任していることから、このころに経仲も再び許されたらしく、翌文治6年（1190年）正四位下・播磨守に叙任され、建久2年（1191年）内蔵頭を兼ねる。建久3年（1192年）に後白河法皇が没すると、後鳥羽上皇の側近となって院別当を務め、常に院御所に祗候した。建久10年（1199年）従三位に叙せられて公卿に列し、建仁4年（1204年）正三位に至る。
建保4年（1216年）3月に出家し、嘉禄2年（1226年）2月薨去。享年70。

## 官歴
『公卿補任』による。
- 永万2年（1166年） 正月12日：大膳亮（本名業仲）
- 仁安3年（1168年） 3月20日：兼皇太后宮権少進（皇太后・平滋子）。8月26日：六位蔵人。9月4日：右近衛将監。9月13日：従五位下、将監如元
- 嘉応2年（1170年） 正月18日：兼石見守、獻者将監如元
- 承安元年（1171年） 12月8日：兼常陸介、将監如元
- 承安2年（1172年） 4月11日：従五位上（罷申賞）
- 承安4年（1174年） 正月21日：兼右衛門佐
- 治承2年（1178年） 12月15日：兼春宮権大進（立坊日、春宮・言仁親王）
- 治承3年（1179年） 正月5日：正五位下（佐労）。11月17日：解却所帯三官（治承三年の政変）
- 寿永2年（1183年） 8月25日：従四位下
- 元暦元年（1184年） 7月2日：従四位上（皇后宮入内賞）。9月18日：右馬頭
- 文治元年（1185年） 12月17日：解官
- 文治6年（1190年） 正月5日：正四位下（臨時）。10月27日：播磨守（院御分）
- 建久2年（1191年） 閏12月4日：兼内蔵頭
- 建久10年（1199年） 正月5日：従三位、元内蔵頭、播磨守如元。3月23日：止守
- 建仁元年（1201年）  11月23日：服解（父）
- 建仁4年（1204年） 正月5日：正三位
- 建保4年（1216年） 3月：出家
- 嘉禄2年（1226年） 2月：薨去

## 系譜
『系図纂要』による。
- 父：高階泰経
- 母：藤原行広女
- 妻：藤原範季女
  - 男子：高階経時（1180-?）